# Ларсен, Каспер
Каспер Ларсен (дат. Kasper Larsen; родился 25 января 1993 года, Дания) — датский футболист, защитник венгерского клуба «Фехервар». Участник Олимпийских игр 2016 года в Рио-де-Жанейро.

## Клубная карьера
Ларсен — воспитанник клуба «Оденсе». 10 марта 2012 года в матче против «Норшелланна» он дебютировал в датской Суперлиге. 20 июля 2014 года в поединке против «Хобро» Каспер забил свой первый гол за «Оденсе».
В феврале 2015 года он на правах аренды перешёл в казахстанскую «Астану», но за клуб так и не дебютировал. Несмотря на это в марте стал обладателем Суперкубка Казахстана, так как числился в резерве, хотя на поле и не вышел. Но затем на тренировке получил травму колена, повредив мениск. Долго лечился и, хотя вернулся в июле, клуб дал понять, что на него больше не рассчитывает.
В августе 2015 года Ларсен перешёл в нидерландский «Грониген», подписав трёхлетний контракт, на неделю не успев к матчу Суперкубка Нидерландов против чемпиона ПСВ (0-3). Дебютировал 16 августа в матче против того же ПСВ в Эредивизи, заменив во втором тайме Симона Тибблинга, но также (0-3).

## Международная карьера
В 2016 году Ларсен в составе олимпийской сборной Дании принял участие в Олимпийских играх в Рио-де-Жанейро. На турнире он сыграл в матчах против команд Ирака, Бразилии и Нигерии.

## Достижения
Командные
 «Астана»
- Обладатель Суперкубка Казахстана — 2015